# روري بريندرغاست
روري بريندرغاست (بالإنجليزية: Rory Prendergast)‏ هو لاعب كرة قدم بريطاني في مركز الوسط، ولد في 6 أبريل 1978 في Pontefract ‏ في المملكة المتحدة. لعب مع أولدهام أثلتيك ودارلينجتون إف سى ونادي أكرينغتون ستانلي ونادي بارنسلي ونادي برادفورد بارك أفنيو ونادي بلاكبول ونادي روتشديل ونادي هاليفاكس تاون ونادي يورك سيتي.

## وصلات خارجية
- روري بريندرغاست على موقع قاعدة بيانات كرة القدم.إي يو (الإنجليزية)
- روري بريندرغاست على موقع Soccerbase.com (لاعب) (الإنجليزية)